# Kosmos 1001

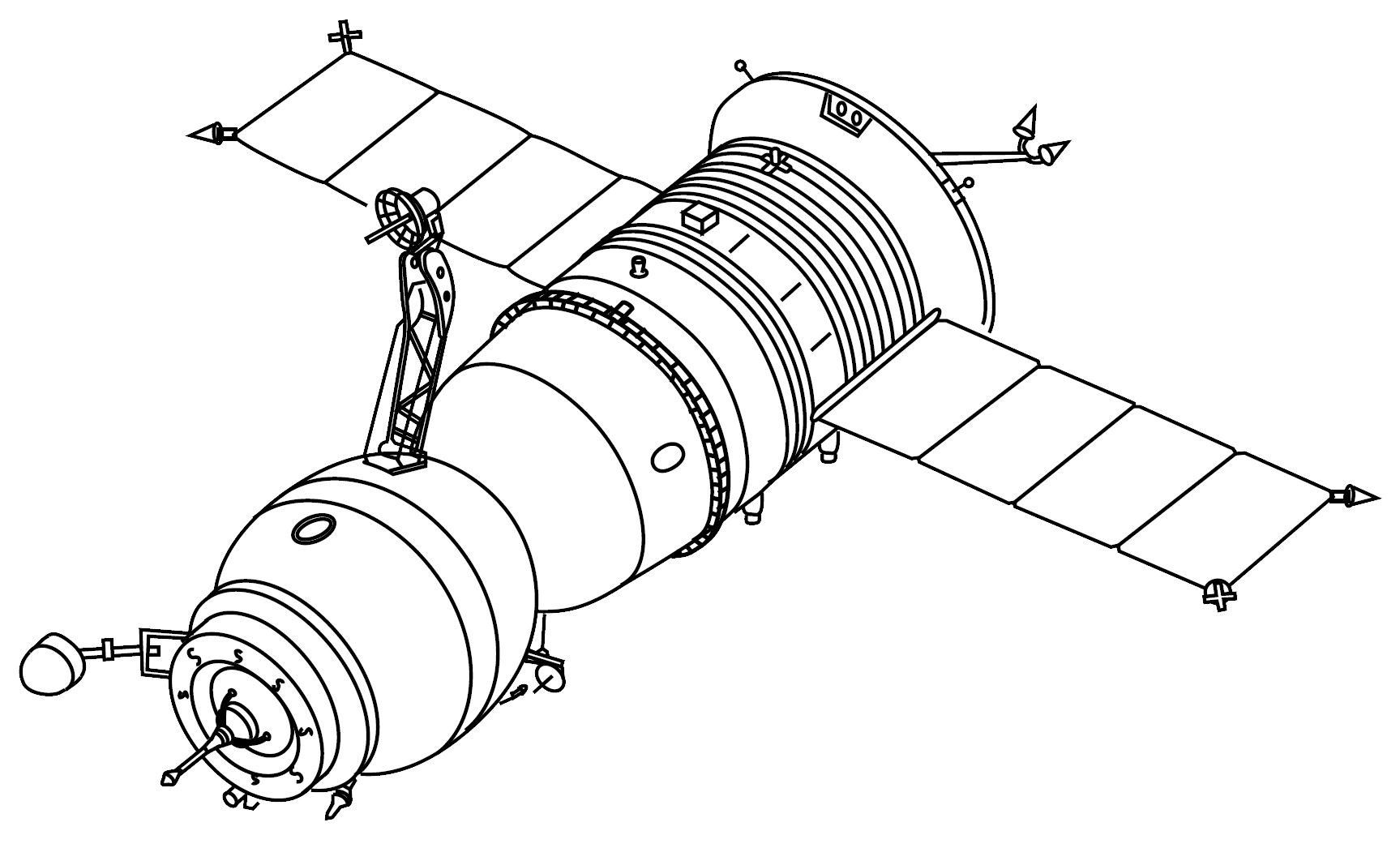
Esboço da nave espacial Soyuz T.

O Kosmos 1001 (em russo: Космос 1001, significado Cosmos 1001) foi uma missão de teste incluindo uma cápsula da nave espacial Soyuz T e que terminou em fracasso. Foi lançado em 04 de abril de 1978 a partir do Cosmódromo de Baikonur, União Soviética (atualmente no Cazaquistão) por um foguete Soyuz. A órbita inicial tinha um perigeu de 199 km e apogeu de 228 km, com uma inclinação orbital de 51,6 graus e período de 88,7 minutos.